# Пецо Чинговски
Пецо Ташков Чинговски (Чинго) с псевдоним Арсо (на македонска литературна норма: Пецо Чинговски) е деец на НОВМ.

## Биография
Роден е в град Корча на 7 април 1917 година. Заминава да припечели пари в Белград и се включва в местните стачки, поради което е арестуван през 1939 година. След операция Ауфмарш 25 заминава за Кичево и през октомври 1941 година става член на ЮКП. През 1943 година влиза в Околийския комитет на МКП за Кичево. Организира ЦК на МКП и на Главния щаб на НОВ и ПОМ в Лопушник. Става свидетел на смъртта на Кочо Рацин. След Втората световна война работи в ОЗНА и УДБА. Носител на Партизански възпоменателен медал 1941 година.